# Skatteverket
Skatteverket (tidigare Riksskatteverket och skattemyndigheterna) är en statlig förvaltningsmyndighet i Sverige för frågor inom skatteförvaltningens hela område. Skatteverket handlägger årlig taxering, skatteregistrering av enskilda näringsidkare och bolag, mervärdesskatt och arbetsgivaravgifter med mera. Myndigheten utreder inkomstuppgifter och har en skyldighet att anmäla misstänkta skattebrott och andra brott. Även folkbokföringen, id-kortsservice och ansökningar om namnbyte sköts av Skatteverket.
Myndigheten är från 1 oktober 2022 beredskapsmyndighet och sektorsansvarig myndighet för beredskapssektorn försörjning av grunddata.

## Historik
Skatteverket bildades den 1 januari 2004 genom en sammanslagning av Riksskatteverket (RSV) och landets dåvarande tio skattemyndigheter. Riksskatteverket blev den samlade myndighetens huvudkontor. Riksskatteverket inrättades i sin tur den 1 januari 1971, som en sammanslagning av Riksskattenämnden, Kontrollstyrelsen, och en hel del andra småmyndigheter som handlade skatteärenden.
Skatteverkets förste generaldirektör och chef var Mats Sjöstrand. Han efterträddes 17 februari 2010 av Ingemar Hansson. I oktober 2017 utsågs Katrin Westling Palm till ny generaldirektör.
Sedan 1973 var Riksskatteverket även chefsmyndighet för landets kronofogdemyndigheter, men efter skapandet av Skatteverket med det tidigare RSV som dess huvudkontor upplevdes inte längre denna lösning som optimal. Skatteverket fortsatte som chefsmyndighet en tid, men sedan den 1 juli 2008 är Kronofogdemyndigheten en enda, egen och rikstäckande myndighet. Emellertid delar Skatteverket och Kronofogdemyndigheten vissa gemensamma resurser så som löneadministration, informationsteknik, personal, internservice med mera.

### Generaldirektörer och chefer
| 1971–1983:  | Gösta Ekman          |
| 1983–1995:  | Lennart Nilsson      |
| 1996–1999:  | Anitra Steen         |
| 1999–2010:  | Mats Sjöstrand       |
| 2010–2017:  | Ingemar Hansson      |
| 2017–i dag: | Katrin Westling Palm |

### Överdirektörer
| 1971–1983: | Eric Hallman                       |
| 1983–1995: | Lennart Grufberg                   |
| 1995–2004: | Alf Nilsson                        |
| 2005–2009: | Katrin Westling Palm               |
| 2009–2012: | Magdalena Andersson                |
| 2012–2013: | Lars Åke Leijkvist (tillförordnad) |
| 2013–2016: | Helena Dyrssen                     |
| 2016–2017: | Lars Åke Leijkvist (tillförordnad) |
| 2018–2022: | Fredrik Rosengren                  |
| 2022–:     | Fredrik Holmberg                   |

## Organisation

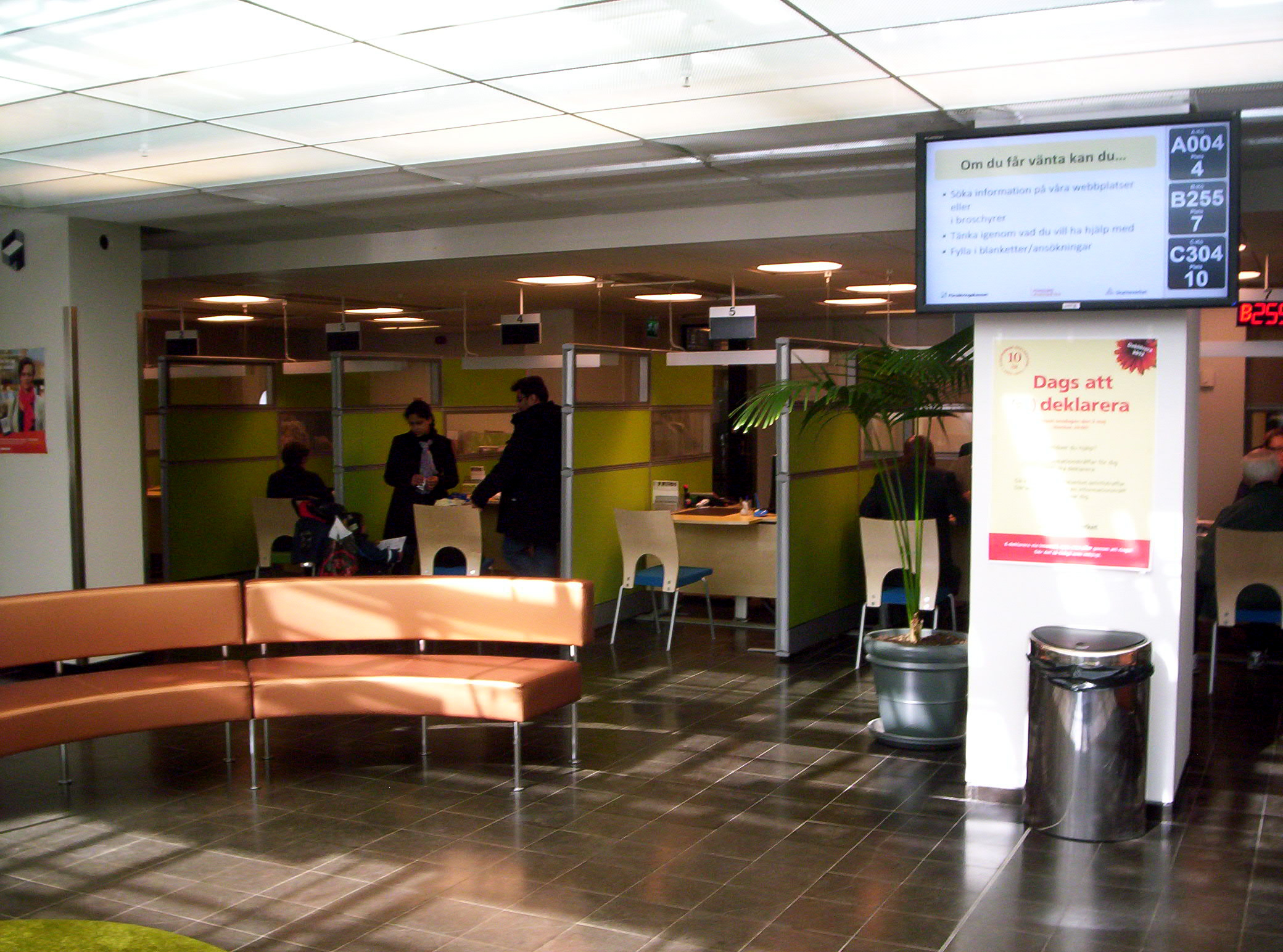
Skatteverket på Södermalm i Stockholm.

Skatteverket har cirka 10 200 anställda.
Skattekontor finns i hela landet, administrativt uppdelade i avdelningar (Skatteavdelningen, Storföretagsavdelningen, Folk- och Fastighetsavdelningen, Kundmötesavdelningen, Kommunikationsavdelningen, Rättsavdelningen, IT-avdelningen, HR-avdelningen och administrativa avdelningen), och huvudkontoret i Sundbybergs kommun. Ett syfte med den nya organisationen är att bättre utnyttja alla resurser och få en mer enhetlig och likformig rättstillämpning.

## Skattekontroll och granskning
Skatteverket ansvarar för att utöva skattekontroll och granskning av enskilda ur ett skatteperspektiv och har långtgående möjligheter att inhämta uppgifter om den enskilde antingen genom förfrågningar direkt till den enskilde eller genom så kallade tredjemansrevisioner och tredjemansförelägganden.
Skatteverket kan även framställa begäran om tvångsåtgärder mot den enskilde eller tredje man.

## Skattebrottsenheten
Skattebrottsenheten (SBE) är en verksamhetsgren inom Skatteverket. Enheten bedriver förundersökningar under ledning av åklagare på Ekobrottsmyndigheten avseende främst olika skattebrott och vissa bokföringsbrott. Skattebrottsenheten bedriver också egen underrättelseverksamhet. Skattebrottsenheten har direktåtkomst till beskattningsdatabasen, vilket har kritiserats med motiveringen att direktåtkomsten har införts utan att en tillräcklig redovisning och analys har gjorts av behovet av en sådan åtkomst och dess effektivitet å ena sidan och konsekvenserna för integritetsskyddet å andra sidan.

## Skatteverkets författningsregister
Skatteverkets författningsregister består av föreskrifter och allmänna råd.

## Vanliga tjänster

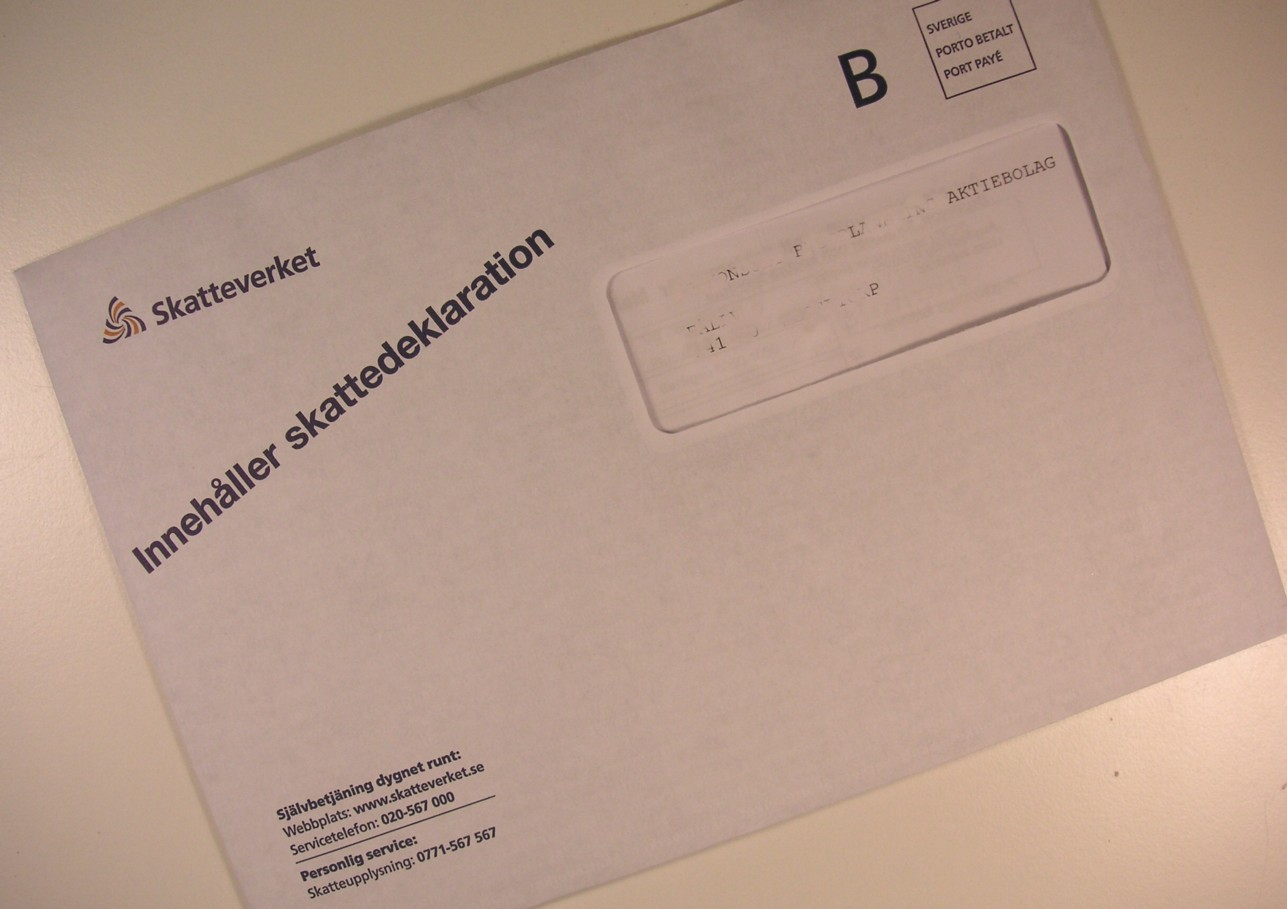
Ett brev från Skatteverket

Skatteverket förser skattskyldiga med upplysningar. På Skatteverkets webbplats kan man hitta aktuellt informationsmaterial och alla blanketter som kan behövas när man deklarerar inkomst eller skall göra en ansökan eller anmälan av något slag. Även personbevis kan beställas via webbplatsen. Verket tar också emot och svarar på frågor per brev, telefon och e-post.
Eftersom skattereglerna ändras mycket från år till år, anges på Skatteverkets trycksaker för vilket år blanketten eller broschyren gäller. Trycksakerna har också färgkoder för varje år enligt ett rullande schema där samma färg återkommer efter sex år, enligt nedan.
| Färg     | Färg | År   | År   | År   |
| -------- | ---- | ---- | ---- | ---- |
| orange   |      | 2003 | 2009 | 2015 |
| lila     |      | 2004 | 2010 | 2016 |
| mörkgrön |      | 2005 | 2011 | 2017 |
| röd      |      | 2006 | 2012 | 2018 |
| blå      |      | 2007 | 2013 | 2019 |
| gulgrön  |      | 2008 | 2014 | 2020 |

Inkomstdeklaration till Skatteverket kan göras genom att lämna in en undertecknad blankett eller via Internet för den som har elektronisk identitetshandling i sin dator. Om det inte finns något som behöver ändras i den förtryckta deklarationsblankett som den skattskyldige har fått skickad till sig, kan deklaration göras via telefon.
Skatteverkets digitala tjänster var år 2017 de mest använda bland svenska offentliga verksamheter med e-legitimation. 49 miljoner inloggningar gjordes 2016. I en undersökning från 2019 uppgav 74 procent av den svenska befolkningen att de använde Skatteverkets digitala tjänster.

### Id-kort
Skatteverket utfärdar id-kort sedan  1 juni 2009 till personer som är folkbokförda i Sverige, och har ett personnummer, och som vid ansökan om id-kort på ett säkert sätt kan identifiera sig. Id-kortet har samma giltighetsområde som ett vanligt SIS-godkänt id-kort. Bakgrunden till att Skatteverket började utfärda id-kort är, att när Posten AB och Svensk kassaservice slutade utfärda id-kort, blev det bara svenska medborgare som kunde ansöka om nationellt id-kort och bankerna som kan utfärda id-kort till icke-svenskar, vilket dock varit mycket besvärligt i många fall.

## Skatteverkets symbol
Skatteverkets symbol är framtagen av formgivaren Lars Laurentii och skall symbolisera ett flöde av pengar. Den användes tidigare av RSV, alla skattemyndigheter och alla kronofogdemyndigheter.

## Skatteverkets uppgifter i krig
Skatteverket är från 1 oktober 2022 beredskapsmyndighet och sektorsansvarig myndighet för beredskapssektorn försörjning av grunddata. Skatteverket har ett övergripande ansvar för att säkerställa att skatteinbetalningar, folkbokföring och andra administrativa processer fungerar effektivt, även under krig eller krigsfara. I sådana situationer fokuserar Skatteverket på följande huvudsakliga uppgifter:
Upprätthålla skatteinbetalningar: Skatteverket ansvarar för att säkerställa att skatteinbetalningar fortsätter att flöda in till staten, även under krig eller krigsfara. Detta innebär att upprätthålla och anpassa skattesystemet för att möta de förändrade förhållandena.
Säkerställa folkbokföring: Folkbokföringen är en grundläggande funktion för att identifiera och administrera befolkningen. Under krig eller krigsfara är det avgörande att folkbokföringen upprätthålls för att möjliggöra effektiva samhällsfunktioner och för att säkerställa att rätt personer får rätt stöd och service.
Hantera administrativa processer: Skatteverket ansvarar för att hantera administrativa processer som är viktiga för samhällets funktion, såsom registrering av bouppteckningar och utredning av skattebrott. Dessa processer måste fortsätta fungera även under krig eller krigsfara för att upprätthålla rättsordningen och samhällsstrukturen.
Samverka med andra myndigheter: Skatteverket deltar i samverkansforumet SOES (Samverkansområdet för ekonomisk säkerhet), som syftar till att stärka robustheten för samhällsviktiga betalningar och därmed bibehålla förtroendet för dessa. Genom detta samarbete arbetar Skatteverket för att säkerställa att ekonomiska transaktioner och betalningar kan genomföras även under kris- eller krigssituationer. Som sektoransvarig är har skatteverket ett utökat ansvar för att se till att stärka samordningen.
Genom dessa åtgärder bidrar Skatteverket till att upprätthålla en stabil och fungerande samhällsstruktur, även under krig eller krigsfara.